# Nieoniłowka
Nieoniłowka (ros. Неониловка) – wieś (ros. село, trb. sieło) w zachodniej Rosji, w sielsowiecie markowskim rejonu głuszkowskiego w obwodzie kurskim.

## Geografia
Miejscowość położona jest 1,5 km od centrum administracyjnego sielsowietu markowskiego (Dronowka), 26,5 km od centrum administracyjnego rejonu (Głuszkowo), 136 km od Kurska.

## Demografia
W 2010 r. miejscowość zamieszkiwało 115 osób.